# Cachoeirinha (Pernambuco)
Cachoeirinha – miasto i gmina w Brazylii, w stanie Pernambuco, w mezoregionie Agreste Pernambucano, w mikroregionie Vale do Ipojuca. Według Brazylijskiego Instytutu Geograficzno-Statystycznego, 2016 roku miejscowość liczyła 20 082 mieszkańców.